# Байцзю

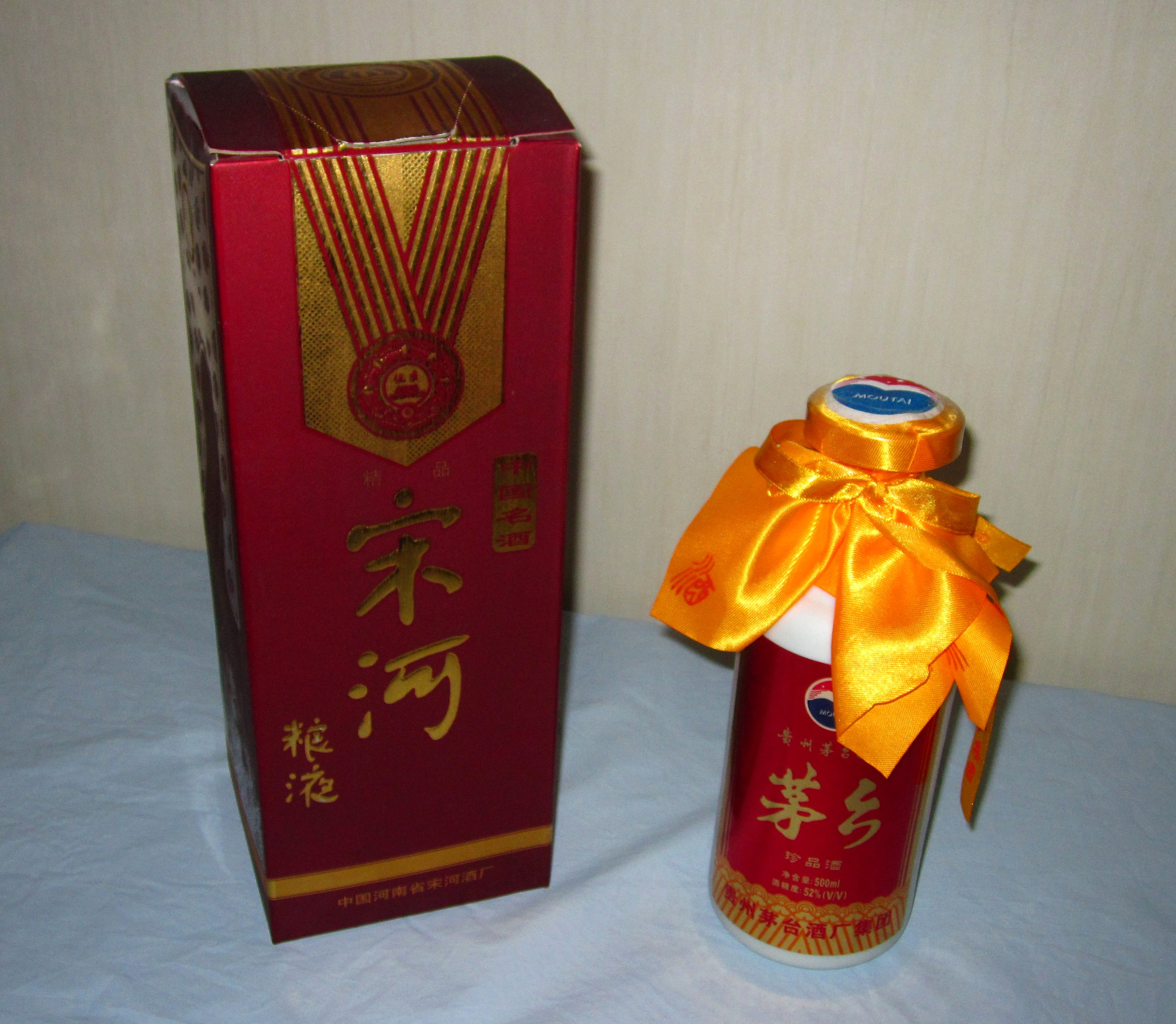
«Сунхэ» и «Маотай» — две марки байцзю из КНР

Байцзю (кит. трад. 白酒, пиньинь Báijiǔ, палл. байцзю) — традиционный китайский алкогольный напиток, наиболее близкий к водке. Представляет собой продукт перегонки (похожий чем-то на самогон), прозрачную жидкость со специфическим запахом. Содержание этилового спирта в байцзю варьируется от 40 до 60 % (по-видимому, наиболее крепкой разновидностью байцзю является «Лаобайгар» (кит. трад. 老白干儿, пиньинь Lǎobáigānr), выпускаемый в Северо-Восточном Китае и содержащий около 70 % спирта).
Производится на всей территории КНР, в Гонконге и на Тайване; байцзю пользуется наибольшим спросом среди китайцев. Самый массовый алкогольный напиток в мире (но практически не идёт на экспорт). Так, в 2009 г. в КНР было выпущено различных сортов байцзю на общую сумму около 185 млрд юаней. Наиболее распространённым сортом байцзю является «Эрготоу»(кит. трад. 二锅头, пиньинь Èrguōtóu) и «Маотай» (премиум-сегмент).
В Китае байцзю известно также под названием шаоцзю (кит. трад. 烧酒, пиньинь Shāojiǔ) — букв. «горячее вино», что намекает одновременно и на процесс выгонки, и на былой обычай употреблять байцзю подогретым.
Байцзю пользуется наибольшей популярностью в северных, холодных районах Китая.

## Производство байцзю

### Сырьё
Сырьём для байцзю служит, в основном, зерно различных злаковых культур, характерных для китайского сельского хозяйства — сорго, чумизы, кукурузы, риса, пшеницы и т. п.
Название одного из самых известных сортов байцзю «Улянъе» (кит. трад. 五粮液, пиньинь Wǔliángyè), производимого в провинции Сычуань, в дословном переводе означает «сок пяти злаков» — пшеницы, риса, кукурузы, гаоляна и клейкого риса номи. Рис более характерен для южной винокуренной традиции, гаолян — для северной.

### Технология

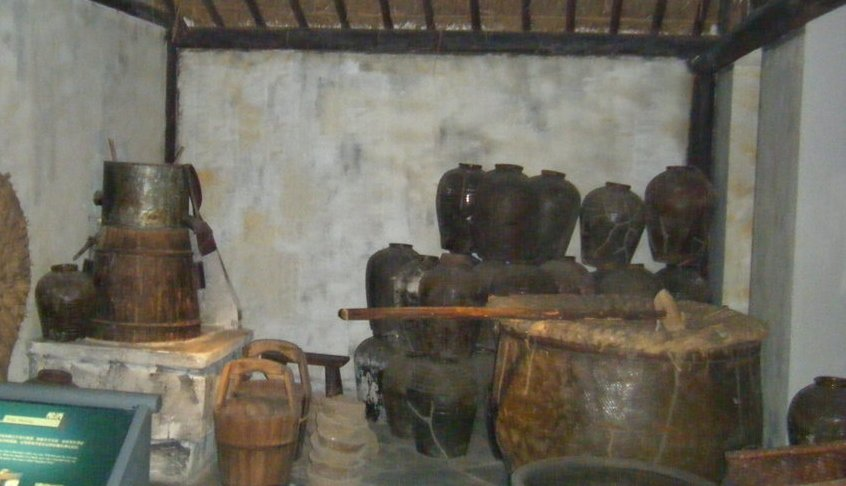
Оборудование старинной сельской винокурни в музее. Ханчжоу (КНР)

В старом Китае байцзю производилось на семейных винокурнях (кит. трад. 酿酒坊, пиньинь Niàng jiǔ fang, палл. нянцзюфан), число которых не поддавалось никакому учёту. Самые маленькие винокурни представляли собой обычный деревенский дом-фанзу, разделённую на две половины. В земляном полу большей половины выкапывалась квасильная яма (кит. трад. 麯子窖, пиньинь Qū zi jiào, палл. цюйцзыцзяо), заполнявшаяся смоченным водой и плотно утрамбованным зерном. Малая домашняя винокурня имела одну квасильную яму размером примерно 2×1 м и глубиной 1,5 м. Внутри яма обшивалась досками, а во время брожения закрывалась полотном и щитом из досок. Подобная яма давала сырьё для выгонки 500—600 литров байцзю. После брожения в течение 15—16 дней закваска (кит. трад. 麯子, пиньинь qūzi, палл. цюйцзы) пускалась в дело. Излишки закваски формовались в виде кирпичей и, после сушки, запасались впрок.
Простейший китайский перегонный куб (кит. трад. 酒桶, пиньинь jiǔtǒng, палл. цзю тун) состоял из двух железных котлов разного диаметра и деревянного чана. Нижний, больший котёл стоял на огне и до половины заполнялся водой. Деревянный чан с суслом вкладывался в нижний котёл и накрывался котлом меньшего диаметра, выполнявшим роль холодильника. Пары́ спирта конденсировались на внешних стенках верхнего котла и стекали в специальное приспособление, напоминающее огромную ложку с длинной ручкой. Последняя имела желобок для отвода готового байцзю. В старину существовал обычай угощать соседей и случайных прохожих напитком свежей выгонки. Оставшееся в котле зерно использовалось в качестве добавки к корму скота.
Крупные винокурни представляли собой обширные подворья, зачастую обносившиеся стенами для защиты от грабителей. Количество квасильных ям на таких предприятиях могло исчисляться десятками.
Начиная с эпохи Цин китайские винокуры занимались поисками способов улучшить качество байцзю. В частности, ими были изобретены методы многократной перегонки (название сорта «Эрготоу» можно перевести, как «лучшее из второго котла»), фильтрации и ароматизации.
Для хранения и перевозки напитка китайцы использовали тулузы (кит. трад. 酒蒌, пиньинь jiǔlóu, палл. цзю лоу) — плетёные короба, обмазанные изнутри особым стойким составом на основе казеина, не пропускающим жидкости любого рода. Подобный короб вмещал до 50—60 литров напитка. В ходу были также деревянные ящики аналогичной вместимости, обработанные внутри тем же веществом. Керамические ёмкости имели ещё большее распространение.

## Культура употребления

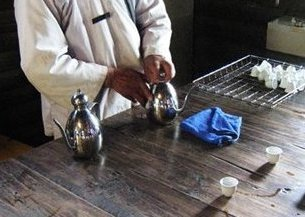
Цзюху и рюмки-чжунцзы в современном дегустационном зале (КНР)

Байцзю, приготовленный в кустарных условиях, содержал большое количество сивушных масел, ухудшавших его вкус. Поэтому в старом Китае повсеместно господствовала практика употребления байцзю в горячем виде. Для этого напиток наливали в небольшой медный сосуд с узким горлышком (кит. трад. 酒壶, пиньинь jiǔhú, палл. цзю ху). Сосуд ставили над горячими углями и через какое-то время вредные летучие примеси выходили через горлышко, тогда как спирт не успевал испариться. Кроме того, узкое горло не давало крепкому напитку загореться. На современных промышленных предприятиях байцзю подвергается очистке и поэтому употребляется без предварительного подогрева.
В старом Китае байцзю пили из маленьких чашечек (кит. трад. 盅子, пиньинь zhōngzi, палл. чжунцзы) под обильную закуску — в настоящее время эта практика изменений не претерпела. В старину такие чашечки использовались и для оценки качества напитка: он наливался в 4 чашечки и одновременно поджигался; если по выгорании спирта оставшаяся вода умещалась в одной чашечке — байцзю считалось хорошим (подобная проверка спиртного в России именовалась отжигом, хороший байцзю соответствует «четырёхпробному спирту»).

## Классификация байцзю

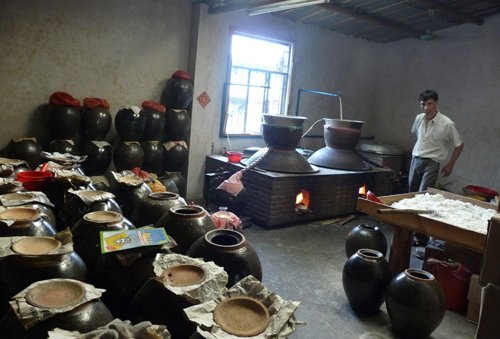
Винокурня в семейном сельском отеле. Провинция Гуандун (КНР)

Байцзю бывает ароматизированным и неароматизированным. По степени насыщенности естественного вкуса напиток делится на следующие сорта:
- со вкусом соевого соуса (кит. трад. 酱香, пиньинь Jiàngxiāng, палл. Цзян сян). К этому сорту принадлежит, в частности, байцзю марки «Маотай» (кит. трад. 茅台, пиньинь Máotái), уже более 300 лет производящееся в провинции Гуйчжоу;
- с насыщенным вкусом (кит. трад. 浓香, пиньинь nóngxiāng, палл. Нун сян). К этому сорту принадлежит байцзю вышеупомянутой марки «Улянъе»;
- с лёгким вкусом (кит. трад. 清香, пиньинь qīng xiāng, палл. цин сян). К этому сорту принадлежит байцзю марки «Фэньцзю» (кит. трад. 汾酒, пиньинь fénjiǔ, буквально: «вино из уезда Фэньян»), производящееся в провинции Шаньси;
- с рисовым вкусом (кит. трад. 米香, пиньинь mǐxiāng, палл. мисян), пример — байцзю марки «Саньхуацзю» (кит. трад. 三花酒, пиньинь sānhuājiǔ, буквально: «вино трёх цветков»), производящееся в Гуйлине;
- с медовым вкусом (кит. трад. 蜂香, пиньинь fēngxiāng, палл. фэнсян) — самое лёгкое, чуть сладковатое байцзю;
- со смешанным вкусом (кит. трад. 兼香, пиньинь jiānxiāng, палл. цзяньсян). Сочетает признаки байцзю со вкусом соевого соуса, насыщенным и лёгким вкусами. Пример — байцзю марки «Сифэнцзю» (кит. упр. 西凤酒, пиньинь Xīfèngjiǔ, рус. «вино западного феникса»), производящееся в провинции Шэньси.

## Интересные факты
Процесс приготовления байцзю в сельской винокурне 1920-х годов запечатлен в фильме Чжан Имоу «Красный гаолян» (1987). Действие фильма, поставленного по мотивам новелл Мо Яня, происходит на родине писателя — в окрестностях г. Гаоми в восточной части провинции Шаньдун. Китайское имя главной героини Девяточки (Цзю Эр) созвучно слову цзю — «вино». Разжигание огня под перегонным кубом также приурочено к 9-му дню 9-го лунного месяца, цзююэ цзюжи (кит.九月九日). Гаоляновое байцзю в фильме имеет ярко-красный цвет, что объясняется творческим замыслом режиссёра (красный цвет олицетворяет страсть и кровь). В действительности байцзю из гаоляна абсолютно бесцветно, как и прочие сорта подобного напитка. Тем не менее, название байцзю из картины Чжан Имоу — «красное вино Шибали» (кит. трад. 十八里红, пиньинь Shí bālǐ hóng, палл. шибали хун) приобрело широкую популярность в КНР, где оно встречается на вывесках ресторанов.
В «Красном гаоляне» байцзю пьют, как правило, из больших чаш. Это преувеличение, призванное продемонстрировать физическую и духовную силу героев картины: по деревенским представлениям «крутой мужик пьет вино большими чашами и ест мясо большими кусками» (кит. трад. 好汉大碗喝酒，大块吃肉, пиньинь Hǎohàn dà wǎn hē jiǔ, dà kuài chī ròu, палл. Хаохань давань хэцзю, дакуай чи жоу).

## Байцзю в России
Впервые китайская винокуренная традиция попала в поле зрение русского исследователя в середине XVIII в. Дипломатический курьер Василий Братищев посетил в 1756-57 гг. Пекин и по возвращении составил «Осведомление или некоторое поверение Вольтеровых о Китае примечаний, собранное в краткую Братищева бытность в Пекине». Дипломат писал:

Китайцы горячее вино, и оно как водка, из просы делают, примешивая в заквашиванья для большей остроты по мере сулемы. Из сорочинского же пшена делают напиток наподобие виноградного вина, разного сорта, который посредственную крепость в себе имеет. А произрастающий в Хине виноград, за слабостью своей, и что более воден, нежели сочен родится, не способен к деланию вина, ибо по означенным качествам выжимаемый из него сок весьма скоро скисает и вовсе портится.

Упоминание сулемы в качестве компонента байцзю является ошибочным и вызвано, скорее всего, непониманием или искажением информации.
По мере китайской колонизации в Маньчжурии появилось и получило развитие производство байцзю. Так, в 1805 г. семейство Тянь, происходившее из провинции Шаньдун, основало крупную винокурню на территории современного г.Харбин. К середине XIX в., вместе с китайскими отходниками, культура байцзю проникает на территорию Приамурья и Приморья. В начале 1860-х гг. только в окрестностях Владивостока действовало до 20 китайских винокурен, а продажа напитка во Владивостоке доходила до 3 тыс. ведер в год. К 1906 г. число подобных винокуренных заведений в Уссурийском крае выросло до 204. В русской среде байцзю получило известность под названиями ханшин, ханжа, хана или ханка. Бытовало также название суля, или сули, происходившее от корейского слова суль (кор. 술) — «водка».

Суля тёплая, почти горячая, напоминает по вкусу немного виски, но рюмочки уж очень крохотные, с напёрсток — не заметишь почти, что и выпил.

Русские крестьяне-поселенцы, казаки и рядовые военнослужащие предпочитали байцзю водке русского производства. Во-первых, ханшин был более доступен. В начале 1880-х гг. пуд (16 кг) ханшина стоил в Уссурийском крае не более 11 рублей. В то же время 1 ведро (около 10 кг) водки русского производства даже в крупных населённых пунктах с развитой торговлей стоило не менее 9 руб. Из 1 пуда ханшина выходило 28—30 бутылок. В 1891 г. в с. Никольском бутылка ханшина стоила 10—12 коп., тогда как бутылка русской водки обходилась в 20—30 коп. Главной причиной дешевизны ханшина было то, что китайцы не платили русским властям акцизных сборов.
Во-вторых, популярность байцзю среди русских дальневосточников была обусловлена крепостью этого напитка: считалось, что ханшин пьянит сильнее. Утверждали даже, что человек, выпивший ханшин с вечера, может утром снова почувствовать себя хмельным, если просто выпьет воды. В среде образованного класса в России, напротив, считалось, что байцзю исключительно вредно для здоровья.
До середины 1880-х гг. китайское винокурение в Приамурье и Приморье никак не ограничивалось. Кроме того, по условиям п.14 Правил, приложенных к Петербургскому договору 1881 г., спиртные напитки разрешалось ввозить из Китая в Россию через сухопутную границу без взимания пошлины. Доступность дешёвого китайского алкоголя привела к повальному пьянству среди казаков и крестьян. В сентябре 1884 г. корреспондент газеты «Владивосток» писал из станицы Полтавской (совр. Полтавка):

Манзовская сули — вот idée fixe почти каждого из станичных здешних казаков. Здесь все пьют сули: пьют старики, пьют и мальчуганы; женщины и девки в этом случае являются достойными собутыльницами мужьям и парням. Здесь от сули заболевают, сулей же и лечатся; с сулей встречают новорождённых, с сулей и хоронят… Даже при недостатке хлеба станичный казак сам будет голодать, сам будет лучше чайком одним пробавляться, но снесет последний пуд пшеницы манзе за ту же бутылочку живительного бальзама в образе сули… Одним словом, желание выпить сули вызывает в нашем станичном казаке готовность на все. В этих случаях не существует ни голоса чести, ни совести: за бутылку сули станичный казак готов продать манзе жену или дочь, и за эту же бутылку жена или дочь готовы попирать все существенные основы семейной жизни.

Епископ Камчатский Гурий, окормлявший Приамурское генерал-губернаторство, в декабре 1887 г. вынужден был издать «Распоряжение к ограничению в епархии пьянства» (№ 2116), в котором говорилось:

К стыду русского имени пред язычниками…, русские православные христиане упиваются не только русской водкой, но и ханшиной, сулей — этой мерзостью языческой, которой оскверняются и тело, и душа христианина, омытые кровью Христовой и освящённые Духом Святым; упиваются так, как и сами маньчжуры и китайцы, приготовляющие их, не пьют.

Согласно «Распоряжению…» иереи должны были строго обходиться с неисправимыми пьяницами: последних предписывалось лишать благословения и причастия, к исповеди допускать только после недельного поста, а в случае смерти от пьянства — запрещалось христианское погребение и поминовение в храме.
Поскольку китайские винокуры уклонялись от акцизных платежей, власти Приамурья и Уссурийского края начали борьбу с производством байцзю. Одновременно начал изыматься ханшин, ввозимый из Маньчжурии.

От Приморского губернатора. Приготовляемая китайцами из проса, буды и риса водка (ханшина) признана вредной для здоровья и на основании Высочайше утверждённого 2 апреля 1862 года мнения Государственного Совета, запрещена к привозу в пределы Российской Империи. Ввиду сего и для искоренения тайного ввоза в наши пределы ханшины, при обнаружении случаев сего привоза, кроме уничтожения ханшина, будут, применительно к ст. 2111 т. VI устава таможенного к азиатской торговле, конфискованы и проданы с аукциона задержанные при этом повозки, лошади с упряжью, лодки, скот. Вырученные от продажи конфискованных предметов деньги обращаются на вознаграждение поимщиков. В отношении случаев обнаружения торговли и производства ханшина на нашей территории будут применимы общие положения питейного устава. Мера эта будет приведена в действие с 1 ноября 1889 г. О чём объявляется во всеобщее сведение.

На эти меры последовал протест китайских пограничных властей, ссылавшихся на вышеупомянутые Правила к Петербургскому договору 1881 г. На утверждения о вреде ханшина китайские чиновники отвечали, что умеренно пьющие байцзю китайцы никакого ущерба для своего здоровья не ощущают, а чрезмерное употребление спиртного вредно в любом случае. Китайские винокуры на действия русской администрации ответили тем, что стали переносить свои предприятия на китайскую территорию. Готовая продукция доставлялась в Россию контрабандным путём с помощью т. н. суленош — российских подданных из числа казаков и крестьян. Как правило, это были здоровые и крепкие мужчины, способные нести на спине короб с байцзю весом до 2 пудов. Переноска осуществлялась тайными тропами, в ночное время. Патрулирование границы осуществлялось также казаками, поэтому при встрече с разъездом суленоша в худшем случае бывал вынужден угостить стражников спиртным.
В 1913 г. В. К. Арсеньев предлагал для борьбы с контрабандой ханшина «допустить временное понижение акциза на русский спирт». Тем не менее, в дореволюционный период данная проблема так и не была решена.
В 1990-х гг. нелегальную торговлю водкой китайского производства практиковали в Приморье сельскохозяйственные и строительные рабочие из КНР. Предпочтение отдавалось напиткам, разлитым в полиэтиленовые упаковки, так как их было гораздо удобнее доставлять в Россию в багаже, чем традиционные стеклянные бутылки. В Приморье товар этого рода (в просторечии — «грелка», «медуза» или «капельница») пользовался особой популярностью среди неблагополучных слоев населения. Байцзю высокого качества в настоящее время можно найти в России, в основном, в ресторанах китайской кухни.